# Gäddede
Gäddede is een plaats in de gemeente Strömsund in het landschap Jämtland en de provincie Jämtlands län in Zweden. De plaats heeft 456 inwoners (2005) en een oppervlakte van 138 hectare. De plaats ligt ingesloten tussen twee meren vlak bij de grens met Noorwegen.

## Verkeer en vervoer
Bij de plaats loopt de Länsväg 342.